# Farhan Mehboob
Farhan Mehboob (* 23. Oktober 1988 in Peschawar) ist ein pakistanischer Squashspieler.

## Karriere
Farhan Mehboob begann seine professionelle Karriere im Jahr 2003 und gewann bislang elf Turniere auf der PSA World Tour. Seine höchste Platzierung in der Weltrangliste erreichte er mit Rang 16 im Juni 2009. Mit der pakistanischen Nationalmannschaft nahm er 2005, 2007, 2009 und 2013 an Weltmeisterschaften teil. Darüber hinaus gewann er mit dieser 2010 bei den Asienspielen die Goldmedaille und wurde 2014 sowie 2016 Asienmeister.
Er ist ein Neffe von Jansher Khan. Sein Bruder Waqar Mehboob ist ebenfalls Squashspieler.

## Erfolge
- Asienmeister mit der Mannschaft: 2014, 2016
- Gewonnene PSA-Titel: 11
- Asienspiele: 1 × Gold (Mannschaft 2010)